# Peter Bes
Peter Bes (Den Helder, 1945) is een Nederlands beeldend kunstenaar, actief in verschillende kunstdisciplines.  Hij woont al geruime tijd in Anna Paulowna.

## Levensloop
Bes volgde in de jaren zestig eerst een opleiding aan de toenmalige Rijksnormaalschool en later aan de Rijksacademie van Beeldende Kunsten te Amsterdam. Hij exposeerde met regelmaat in zowel binnen- als buitenland. Hij nam deel aan grafiekbiënnales en -triënnales in Zwitserland (Grenchen, 1979 en 1982), Polen (Krakau, 1978), Bulgarije (Varna, 1985), Duitsland (Dortmund, 1993) en de Verenigde Staten (San Francisco, 1980). In 1980 ontving hij de eerste prijs voor portretgrafiek in Tuzla, in het voormalige Joegoslavië. In 2012 was een aantal van zijn ruimtelijke werken te zien op de Papierbiënnale in Museum Rijswijk. Bes is lid van het KunstenaarsCentrumBergen.

## Werk
Altijd op zoek naar avontuur heeft Bes ervaring in diverse technieken. Hieronder vallen etsen, (analoge) fotografie, de dichtkunst en teken/schilderkunst. Ook maakt hij beelden van beschilderd papier en karton: duiven, hazewindhonden, mariniers, jazz- en blues muzikanten, op ware grootte, vaak per groep bij elkaar geplaatst.
In het oeuvre van Peter Bes is een intrigerend spel van licht en donker waar te nemen, dat een ‘filmische’ indruk achterlaat. Het betreft met name abstracte weergaven. Zelf zegt hij daarover: ‘Wat in films in een reeks van beelden gebeurt, moet ik in één moment zien te vangen. Ik kies voor een enscenering, voor het decor, daarin plaats ik de figuren. Daarbij combineer ik vaak verschillende werelden of breng ik personages uit verschillende tijden bij elkaar.’
Naast kleinere opdrachten/werken is Bes ook bekend van grootschalige levering voor onder andere het 100-jarig jubileum van Albert Heijn en de opening van de vernieuwde RAI Amsterdam.

## Prijzen
- 1980 - Tuzla, eerste prijs portretgrafiek
- 2012 - A. Roland Holst-Penning